# إغفريث

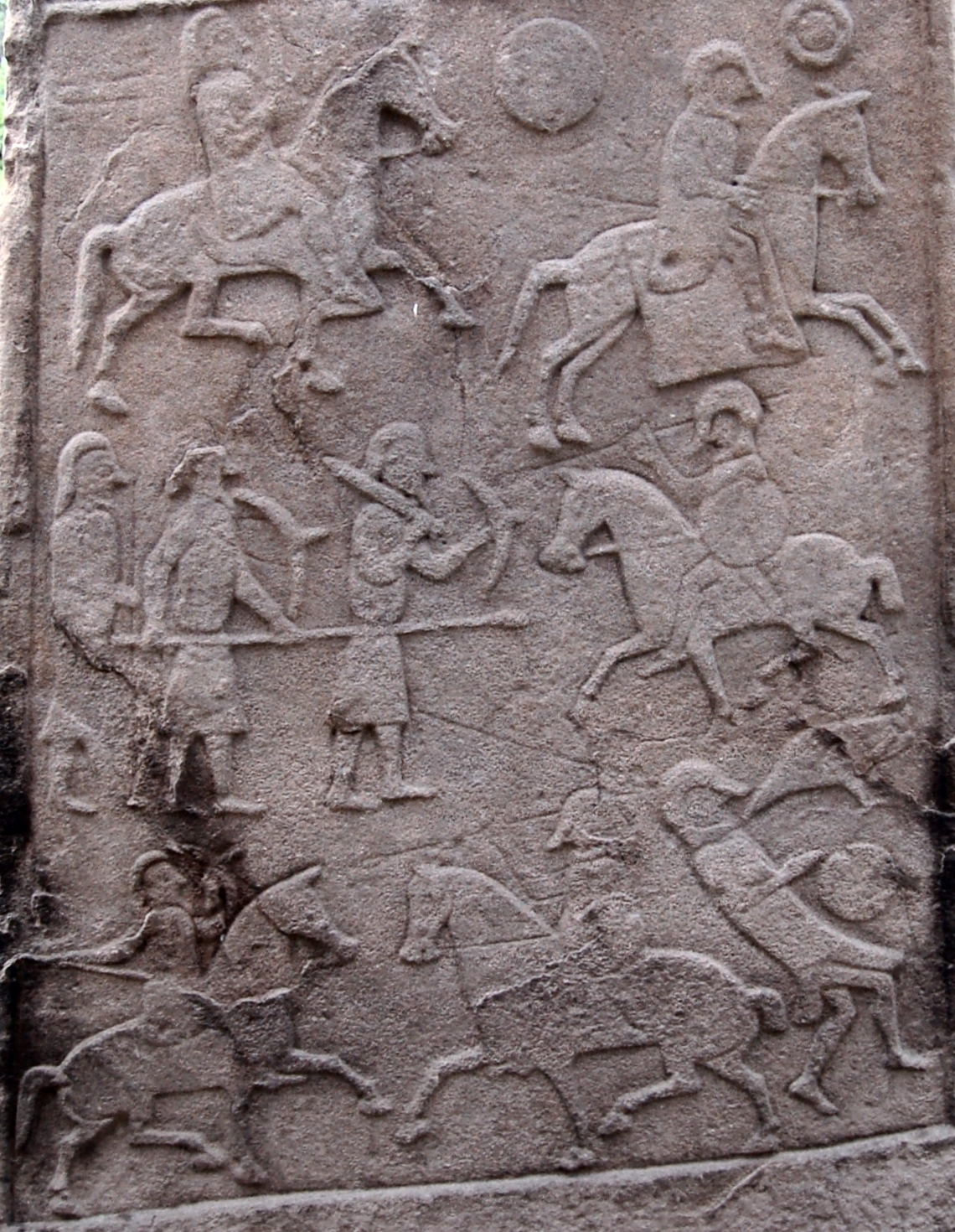
لوح بكتي يصور معركة يظن بأنها معركة نيخاتنسمير

هذه المقالة تتحدث عن ملك نورثمبريا، أما عن ملك مرسيا أنظر إغفريث ملك مرسيا.
إغفريث (مات 685)، هو ملك نورثمبريا بين عامي 671-685، وخلف أباه أوزوي في عام 671. وكان متزوجا من أثيلثريث ابنة آنا ملك أنكليا الشرقية، وأصبحت أثيلثريث راهبة بعد فترة قصيرة من تولي إغفريث العرش، ومن المحتمل أن هذه الخطوة أدت إلى خصومته الطويلة مع ويلفريد كبير أساقفة يورك. وقد تزوج إغفريث زوجته الثانية يورمنبورغ قبل عام 678، وهي السنة التي طرد فيها الأسقف ولفريد من مملكته.
في بدايات عهده هزم البكتيين الذي ثاروا في الشمال. وشن عدة هجمات على ولفهير ملك مرسيا بين عامي 671 و 675 وتمكن من هزيمته واستولى على محافظة ليندساي. وفي عام 679، هزم من قبل إثيلريد ملك مرسيا (الذي تزوج أخته أوزثريث) على نهر ترينت. وقُتل في هذه المعركة أخو إغفريث والمدعو إلفواين، وتم تسليم محافظة ليندساي عندما أعيد السلام بوساطة من الأسقف ثيودور من كانتربري. وفي عام 684 أرسل إغفريث حملة إلى أيرلندا بقيادة جنراله بيرت، والذي قد فشل في مهمته كما يبدو. في عام 685، قاد قوة للقتال ضد البكتيين تحت إمرة ابن عمه بورد بن بيلي، وكان هذا الهجوم مخالفا لنصيحة كثبيرت أسقف لينيسفارن، وتم أغراؤه من قبل البكتيين بهروب زائف فانجرّ إلى معاقلهم الجبلية، وقتل في نيخاتنسمير (وهي الآن دونيخن) في فورفارشاير. ويؤرخ بيد بداية انحدار نورثمبريا من موته. خلفه على العرش أخوه ألدفريث.